# Steve Caballero
Steve Caballero, född 8 november 1964, är en professionell skateboardåkare från USA.

## Fotnoter
1. ↑  Freebase Data Dumps, Google.[källa från Wikidata]
2. ↑  The Boardr, läs online, läst: 2 februari 2021.[källa från Wikidata]